# 広島県立保健福祉短期大学
広島県立保健福祉短期大学（ひろしまけんりつほけんふくしたんきだいがく、英語: Hiroshima Prefectural College of Health and Welfare）は、広島県三原市学園町1-1に本部を置いていた日本の公立大学である。1995年に設置され、2002年に廃止された。大学の略称は県保短。

## 概要

### 大学全体
- 広島県三原市に所在した日本の公立短期大学で、設置主体は広島県。
- 学科数5、入学総定員220名体制で1995年に開学した[2]。以後、学科数及び入学定員に変化なし。
- 1999年度の入学生を最後に[注釈 1]、2002年に短期大学としての使命を終える[5]。

### 教育および研究
- 広島県立保健福祉短期大学は学名通り医療技術者の養成に力をいれており、当時唯一言語聴覚士を養成する課程があった。

### 学風および特色
- 広島県立保健福祉短期大学は全国で初めて言語聴覚士を養成する課程を設置した短大である[注釈 2]

## 沿革
- 1993年
  - 1月 広島県立保健福祉短期大学が翌々年に開学する予定が発表される[6]。
- 1994年
  - 5月 設置される予定の学科と入学定員が発表される[7]
  - 12月21日 左記を以て文部省[注 2]より短期大学の設置が認可される[8]。
- 1995年
  - 4月1日 広島県立保健福祉短期大学が以下の学科体制にて開学する[8]。
    - 看護学科 入学定員100名
    - 放射線技術科学科 入学定員30名
    - 理学療法学科 入学定員30名
    - 作業療法学科 入学定員30名
    - 言語聴覚療法学科 入学定員30名

  - 5月1日 学生数[9]/定員
    - 看護学科 女100/100。
    - 放射線技術科学科 31[注 3]/30
    - 理学療法学科 は30[注 4]/30
    - 作業療法学科 は30[注 5]/30
    - 言語聴覚療法学科 女31/30
- 1999年
  - 4月1日 全学科、学生募集がこの年度で最後となる[注釈 1]。
  - 5月1日 学生数[10]/定員　
    - 看護学科 303[注 6]/300。
    - 放射線技術科学科 93[注 7]/90
    - 理学療法学科 92[注 8]/90
    - 作業療法学科 96[注 9]/90
    - 言語聴覚療法学科 89[注 10]/90
- 2002年
  - 5月29日 左記を以て正式に廃止[5]。

## 基礎データ

### 所在地
- 広島県三原市学園町1-1

### 象徴
- 広島県立保健福祉短期大学の校歌は『歩きはじめるとき』という副題で、平野祐香里が作詞、若尾裕が作曲している[11]。

## 教育および研究

### 組織

#### 学科[注 11]
- 看護学科 入学定員100名
- 放射線技術科学科 入学定員30名
- 理学療法学科 入学定員30名
- 作業療法学科 入学定員30名
- 言語聴覚療法学科 入学定員30名

#### 専攻科
- なし

#### 別科
- なし

#### 取得資格について
受験資格
- 看護師：看護学科[14]
- 診療放射線技師：放射線技術科学科[15]
- 理学療法士：理学療法学科[16]
- 作業療法士：作業療法学科[17]
- 言語聴覚士：言語聴覚療法学科[18]

#### 附属機関
- 三原学術センター図書館：当時、所蔵資料数はおよそ37,000冊となっていた[19]。

### 研究
- 『保健福祉総合研究 : 21世紀を展望した保健福祉システムに向けて』[20]
- 『保健・医療従事者の倫理』[21]
- 『広島県立保健福祉短期大学紀要』[22]

## 学生生活

### 部活動・クラブ活動・サークル活動
- 広島県立保健福祉短期大学で活動していたクラブ活動[23]。
  - 体育系：サッカー・野球・ソフトボール・バスケットボール・バドミントン・バレーボール・スポーツ・空手道・テニス・合気道・アウトドアほか
  - 文化系：ボランティア・「自然研究」・手話・吹奏楽・軽音楽・茶道ほか

### 学園祭
- 広島県立保健福祉短期大学の学園祭は例年、11月に行われていた[24]。

## 施設

### キャンパス
- 現在の、県立広島大学三原キャンパスにあたる。
- 設備：体育館・図書館ほか[19]。

### 学生食堂
- 広島県立保健福祉短期大学の学生食堂（学食）は、収容人数が308人と至って広いものとなっていた。

## 対外関係

### 系列校
- 広島県立大学
- 広島女子大学

## 卒業後の進路について

### 就職について
- 県立広島病院・三原市医師会病院・JR広島病院・尾道市立市民病院・三原赤十字病院・順天堂大学医学部附属浦安病院・兵庫医科大学病院・大津赤十字病院・慶應義塾大学病院など多数[25]。